# Mein Vater war ein Wandersmann

Melodie von Friedrich Wilhelm Möller zur ersten Textzeile

Mein Vater war ein Wandersmann, auch als Der fröhliche Wanderer bekannt, ist ein deutsches Wanderlied, das auf einen Text von Florenz Friedrich Sigismund Mitte des 19. Jahrhunderts zurückgeht. Die Melodie, nach der das Lied seit Anfang der 1950er Jahre vorrangig gesungen wird, stammt von Friedrich Wilhelm Möller, dessen Schwester Edith Möller den Text Sigismunds für den von ihr geleiteten Chor Schaumburger Märchensänger adaptierte. Unter dem Titel The Happy Wanderer wurde das Lied ab Ende des Jahres 1953 auch im englischen Sprachraum bekannt.

## Geschichte

### Liedtext und erste Vertonungen
Florenz Friedrich Sigismund, der von 1791 bis 1877 lebte, veröffentlichte 1847 im sechsten Band der Anthologie Weihnachtsbaum für arme Kinder das Gedicht Wanderlust, das mit den Zeilen beginnt:
Mein Vater war ein Wandersmann,

  Und mir steckt’s auch im Blut;	

Drum wandr’ ich flott so lang ich kann,	

  Und schwenke meinen Hut,	

    Heidi! Heida!

  Und schwenke meinen Hut.
Bereits vor 1861 vertonte Johann Michael Anding den Text; sein Name ist als Komponist in den meisten Liederbüchern aus der ersten Hälfte des 20. Jahrhunderts zu finden. In den folgenden Jahrzehnten gab es mindestens eine weitere Melodie zu Sigismunds Text, die von Otto Richter komponiert wurde. Vertonungen des „fröhlichen Wanderers“ wurden darüber hinaus verschiedenen anderen Komponisten zugeschrieben, darunter Georg Federich (1852–1895) und dem Hannoveraner Ludwig Kageler. Im Liederbuch Berg frei! der Naturfreunde, das jedoch nur den Text ohne Noten abdruckte, ist Franz Abt als Komponist angegeben; das Jugend-Liederbuch von 1929 schreibt Friedrich Wilhelm Sering die Komposition zu.

### Neubelebung in den 1950er Jahren

Der eingängige Refrain

Friedrich Wilhelm Möller komponierte eine neue Melodie im 4/4-Takt unter dem Titel Der fröhliche Wanderer ursprünglich als Übungslied zum Einsingen für die 1949 von seiner Schwester Edith gegründeten Schaumburger Märchensänger. Der Chor nahm 1953 unter dem Namen Obernkirchen Children’s Choir (Obernkirchener Kinderchor) am Llangollen International Eisteddfod teil, einem internationalen Chorsängerwettbewerb im Wales. In der Rubrik Lied eigener Wahl sangen die Märchensänger als Zugabe „Mein Vater war ein Wandersmann“. Der Chor gewann den Wettbewerb, den die BBC im Hörfunk übertrug. Der walisische Schriftsteller Dylan Thomas, der dem Wettbewerb beiwohnte, sprach begeistert von den „pigtailed angels“, den „Engeln mit Zöpfchen“ aus Deutschland. Die Plattenfirma Parlophone veröffentlichte eine Aufnahme des Liedes als A-Seite einer 78/min-Single mit der Bestellnummer R.3799. Das Lied hatte auf dem Label und in den Hitlisten den englischen Titel The Happy Wanderer mit dem kleingedruckten Untertitel „Der fröhliche Wanderer“ und dem ebenfalls kleingedruckten Hinweis (Sung in German). Die Single mit dem deutsch gesungenen Lied und dem eingängigen Refrain

„Faleri, falera,
faleri,
Falera ha ha ha ha ha
 Faleri, falera,
 und schwenke meinen Hut.“

wurde so oft verkauft, dass sie am 22. Januar 1954 auf Platz 10 in die offiziellen britischen Top 12 einstieg und bis zum 19. März 1954 auf den zweiten Platz kletterte, den sie fünf Wochen innehatte. Die Stargazers mit I See the Moon und Doris Day mit Secret Love verhinderten, dass sie auf die Spitzenposition kletterte. Insgesamt blieb die Platte 26 Wochen, bis zum 23. Juli 1954, in den damals nur zwölf Titel umfassenden Charts.

### The Happy Wanderer
Antonia Ridge schrieb einen englischen Text zu Möllers Melodie, in dem der Refrain lautlich großteils beibehalten wurde: 

„Val-de-ri – Val-de-ra
Val-de-ri – Val-de-ha ha ha ha ha ha
Val-de-ri – Val-de-ra,
My knapsack on my back.“

 Den größten Erfolg in den britischen Charts feierten damit die Stargazers, deren Interpretation auf Platz 12 kam. Weitere Versionen von Saxophonist Frank Weir und Sängerin Diana Decker konnten sich darüber hinaus in den Top 12 der Best Selling Hits in Britain by British Artists platzieren. „Der fröhliche Wanderer“ wurde im Jahr 1954 das meistverkaufte Notenblatt im Vereinigten Königreich. Weir kam zudem mit dem Lied unter die Top 30 der US-Jahrescharts 1954. The Happy Wanderer wurde in den Vereinigten Staaten auch als Titelmelodie eines gleichnamigen Reisemagazins im Fernsehen verwendet.

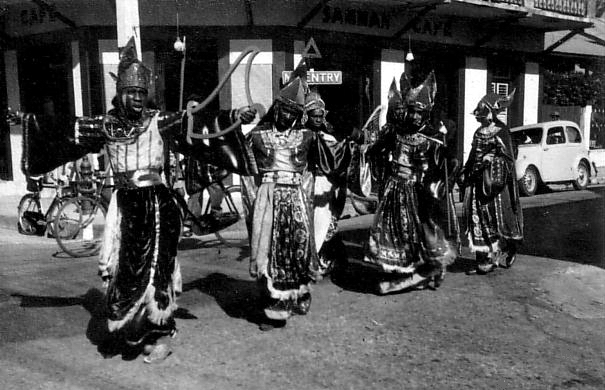
Unerwarteten Erfolg feierte das Lied beim Karneval in Trinidad und Tobago

Durch die weltweite Ausstrahlung der BBC blieb die Bekanntheit von The Happy Wanderer nicht auf das Vereinigte Königreich und die Vereinigten Staaten beschränkt. In Trinidad und Tobago wurde das Lied so populär, dass es beim traditionellen Karnevalsumzug 1955 zum beliebtesten Titel des Carnival Road March gewählt wurde. Da in jenem Jahr auch andere ausländische Lieder wie Skokiaan unter den Favoriten waren, wurde anschließend festgelegt, dass ab der folgenden Karnevalssaison nur noch genuine Calypsomusik für den Wettbewerb ausgewählt werden solle.

## Der Film „Der fröhliche Wanderer“
Nach einem Drehbuch von Juliane Kay drehte Regisseur Hans Quest 1955 nach dem großen Erfolg des Liedes den Film Der fröhliche Wanderer, einen Heimatfilm unter anderen mit Rudolf Schock, Elma Karlowa, Waltraut Haas und Willy Fritsch. Schock leitet in dem Spielfilm der Berolina als Kleinstadtlehrer einen Kinderchor, sucht sein Glück in der Großstadt als Opernsänger und findet es schließlich nach der Rückkehr bei seinem Chor, mit dem er auf Weltkonzertreise geht. Die Schaumburger Märchensänger waren an den Aufnahmen und dem Filmsoundtrack beteiligt. Eine Single von Rudolf Schock und dem Kinderchor mit einem Potpourri aus Der fröhliche Wanderer und anderen Liedern des Films wurde von der Electrola veröffentlicht.

## Weitere Aufnahmen
Nach dem Erfolg der Schaumburger Märchensänger haben zahlreiche Künstler das Lied „Mein Vater war ein Wandersmann“ aufgenommen und veröffentlicht. In Deutschland gab es neben der Coverversion von Rudolf Schock auch Aufnahmen so unterschiedlicher Künstler wie Heino, Andrea Jürgens, Udo Jürgens mit dem Tölzer Knabenchor, Freddy Breck, Mickie Krause und der Zeltinger Band. Die englische Version The Happy Wanderer haben außer den Stargazers, Diana Decker und Frank Weir unter anderen auch Joe Dowell, Mantovani, Louis Prima, Bill Staines, Lawrence Welk, Frankie Yankovic, Max Bygraves, Ken Colyer’s Jazzmen und John D. Loudermilk veröffentlicht. In Folge 401 der Muppet Show singen drei wandernde Schweine das Lied.
In einer der ersten Szenen des Hollywood-Blockbusters Schindlers Liste wurde der Text des deutschen Volkslieds Wem Gott will rechte Gunst erweisen mit der musikalischen Linie von Mein Vater war ein Wandersmann unterlegt.